# 黎球
黎球（？—911年），一作黎求，五代十国军官，在杀害虔州长官卢延昌后短暂成为虔州长官，但不久即去世。

## 短暂管领虔州
黎球家世不详。911年，他在虔州刺史卢延昌帐下为百胜军指挥使。卢延昌的父亲卢光稠曾受任百胜军防御使，故黎球可能在卢光稠手下就担任此职了。同年，卢延昌因游猎无度，军士离心，黎球关闭城门杀之于城外，接管虔州。他还想杀了卢光稠的谋主谭全播，谭全播吓得告老隐退、称病不出，逃过一死。黎球谋求自立，请求后梁太祖认可，梁太祖任黎球为虔州防御使。黎球不久暴病而死，牙将李彦图继任。根据《九国志》的记载，黎球看到卢延昌持弹弓斥责他，被弹丸击中而死。